# BV-4342
La carretera BV-4342 és una carretera antigament considerada veïnal (d'on la V de la seva numeració), i pertanyent a la demarcació de Barcelona, d'on la B amb què comença. Travessa els termes municipals de Lluçà, Sant Martí d'Albars i d'Olost, a la comarca del Lluçanès.

## Terme municipal de Lluçà
La carretera arrenca del centre del petit poble de Santa Eulàlia de Puig-oriol i segueix cap al sud el Carrer d'Alpens i el Carrer Major. Surt del poble cap al sud, i en poc més d'un quilòmetre arriba a l'extrem de llevant del Serrat de Vila, on deixa el terme municipal de Lluçà per entrar en el de Sant Martí d'Albars.

## Terme municipal de Sant Martí d'Albars
Travessa aquest terme de nord a sud; arriba al costat de ponent del poble de la Blava en 1 quilòmetre i mig més, i continua cap al sud. Ran de la fita quilomètrica 5 deixa a ponent el veïnat de Beulaigua i al sud-est el que dona nom al terme municipal, Sant Martí d'Albars. Sempre cap a migdia, pot després del quilòmetre 7 abandona el terme de Sant Martí d'Albars i entra en el d'Olost.

## Terme municipal d'Olost
El recorregut pel terme d'Olost és breu: 525 metres, entre Cal Solanic, a llevant de la carretera, i el raval del Cap del Carrer, de Santa Creu de Jutglar, on s'ajunta a la carretera BP-4653.